# Higinio Martínez Miranda
Higinio Martínez Miranda (Texcoco, Estado de México; 18 de junio de 1956) es un médico y político mexicano, afiliado al Movimiento Regeneración Nacional. Se ha desempeñado como diputado local del Estado de México en tres ocasiones, de 1990 a 1993, 2006 a 2009 y de 2012 a 2015. Fue presidente municipal de Texcoco de 2003 a 2006 y de 2016 a 2018 y como senador de la República al Congreso de la Unión, por Lista Nacional de 1997 a 2000, por el Estado de México en segunda fórmula de 2018 a 2024 y desde el 1 de septiembre de 2024 en primera fórmula. 

## Trayectoria académica
Es egresado de la Universidad Nacional Autónoma de México como Médico cirujano. 

## Trayectoria política
Entró a la política en 1975 cuando militó en el Partido Mexicano de los Trabajadores. En 1989 se afilió al Partido de la Revolución Democrática, entonces liderado por Cuauhtémoc Cárdenas. 
Fue candidato del PRD a gobernador del Estado de México, por la coalición Alianza por México, obtuvo el tercer lugar al obtener el 21.27% de los votos emitidos, elección que fue ganada por Arturo Montiel Rojas del Partido Revolucionario Institucional, con el 41.06%. 
En 2003, fue electo presidente municipal de Texcoco para el periodo 2003-2006. 
En 2011, mientras ejercía su tercer mandato no consecutivo como diputado local plurinominal al Congreso del Estado de México, renunció al PRD. 
En 2014 fue miembro fundador del Movimiento Regeneración Nacional en el Estado de México. En su condición de militante de Morena, fue coordinador del mismo en la LVII Legislatura del Congreso del Estado Libre y Soberano de México. 
En 2016, fue postulado por Morena como candidato a alcalde de Texcoco, ganando la reelección, diez años después de haber concluido su primer mandato como presidente municipal. 
En 2018, fue electo senador por el Estado de México por la coalición Juntos Haremos Historia en segunda fórmula junto a Delfina Gómez Álvarez, al obtener el 47.91% de los votos emitidos. Asumió el cargo el 1 de septiembre de 2018 en la LXIV Legislatura, y presidió la Comisión de Comunicaciones y Transportes en el Senado de la República.
2023 solicitó licencia en el Senado de la República para participar como precandidato a la gubernatura del Estado de México por Morena.
En septiembre de 2023, al asumir Delfina Gómez como gobernadora del Estado de México, fue propuesto como jefe de gabinete del gobierno del Estado de México, no obstante renunció en noviembre para regresar a ocupar su escaño en el senado y anunciar que buscaría la reelección como senador.
En las elecciones generales del 2 de junio de 2024, Martínez Miranda fue reelecto para un segundo mandato como senador de la república por la coalición Sigamos Haciendo Historia, al obtener la fórmula que encabezaba el 56.35% de los votos, veintiséis puntos encima del binomio de la alianza Fuerza y Corazón por México liderado por Enrique Vargas del Villar, que logró el 30.87%; obteniendo nuevamente su escaño por el principio de la mayoría relativa junto con Mariela Gutierrez Escalante.